# Laurentius Schrijnen
Laurentius Josephus Antonius Hubertus (Laurent) Schrijnen (Venlo, 30 juli 1861 - Roermond, 26 maart 1932) was de achttiende bisschop van het bisdom Roermond (1914-1932) en de vierde bisschop na het herstel van de bisschoppelijke hiërarchie, ofwel de vierde bisschop van het tweede Bisdom Roermond.

## Biografische schets

### Jeugd en opleiding
Laurent werd geboren als zoon van de apotheker Adriaan Martinus Hendrik Hubert Schrijnen en Maria Anna Scholastica Hubertina Canoy. Beide families hadden al meerdere priesters voortgebracht. Laurent was de oudere broer van Jos. Schrijnen, de eerste rector magnificus van de Roomsch Katholieke Universiteit Nijmegen. Hij volgde een gymnasium-opleiding aan de bekende internaatsschool te Rolduc en studeerde daarna aan het grootseminarie van Roermond.

### Kerkelijke loopbaan
Laurentius Schrijnen werd op 21 maart 1885 in Roermond tot priester gewijd. Hij werd docent en vanaf 1897 directeur aan het Bisschoppelijk College te Roermond. Van 1909 tot aan zijn bisschopsbenoeming in 1914 was hij directeur aan het kleinseminarie Rolduc. Hij schafte het Frans als voertaal af, verbeterde de onderwijsaccommodatie en haalde de regels van orde en tucht strakker aan.
Op 28 maart 1914 benoemde paus Pius X hem tot bisschop van Roermond. Op 13 mei van datzelfde jaar werd Schrijnen tot bisschop gewijd. Zijn wapenspreuk was: Mane nobiscum Domine ("Blijf bij ons, Heer"). Hij zette zich in voor het behoud van het katholieke geloof in Limburg, vooral waar dit bedreigd werd, zoals in de Oostelijke en Westelijke Mijnstreek. Tijdens zijn epicopaat werd in Limburg vijftig nieuwe parochies en rectoraten opgericht. Hij verbood katholieken deel te nemen aan socialistische of anarchistische organisaties en bevorderde het lidmaatschap van Rooms-katholieke verenigingen.

## Nalatenschap
In 1930 werd de Stichting Monseigneur Laurentius Schrijnenhuis opgericht om de geloofsvorming van vrouwen en meisjes in Limburg te bevorderen. Daarvoor verrees in 1933 aan de Oliemolenstraat in Heerlen, grenzend aan het Aambos, een groot modern gebouw van de hand van de architect Frits Peutz. Tientallen jaren werden in dit speciaal voor dat doel gebouwde retraitehuis retraites voor meisjes en vrouwen georganiseerd. Later werden er vormingsweekeinden voor medewerkers in de gezondheidszorg en het onderwijs en weer later vormingscursussen voor uiteenlopende groepen vrouwen georganiseerd. Tegenwoordig worden er nog altijd enkele malen per jaar speciale ontmoetingsdagen voor vrouwen georganiseerd rondom een bepaald thema.
In Heerlen, Venlo, Maastricht en Roermond zijn straten naar hem vernoemd.